# Philipp Kassel
Philipp Kassel (auch Philip Kassel; * 22. September 1876 in Frankenthal (Pfalz); † 25. Mai 1959 in Philadelphia) war Turner und Olympiasieger für die USA im Mannschaftsmehrkampf bei den Sommerspielen in St. Louis 1904.

## Werdegang
Im Alter von 14 Jahren emigrierte Philipp Kassel mit seinen Eltern, dem Eisengießer Peter Kassel, der aus Dichtelbach bei Simmern stammte, seiner Mutter Elisabetha, geb. Maas und seiner Schwester Christina (* 1873) in die Vereinigten Staaten. Dort schloss sich Kassel der Turngemeinde Philadelphia an, bei der überwiegend deutsche Turner in der Mannschaft waren.
Bei den Olympischen Sommerspielen 1904 in St. Louis traten mehrere Vereinsmannschaften im Mannschaftsmehrkampf der Turner an. Neben den turnerischen Disziplinen gehörten auch Weitsprung, Kugelstoßen und Kurzstreckenlauf als leichtathletische Disziplinen zum Mannschaftsmehrkampfprogramm. Die Goldmedaille dieses Wettbewerbs errang die Turngemeinde Philadelphia in der Besetzung John Grieb, Anton Heida, Max Hess, Julius Lenhart, Philipp Kassel und Ernst Reckeweg. Bei dem Mannschaftsmehrkampf der Turner in St. Louis kamen mit dem New Yorker Turnverein als Silbermedaillen-Gewinner und dem Central Turnverein Chicago mit dem Bronzemedaillen-Gewinn zwei weitere Vereine aufs Siegerpodest, die auch hauptsächlich von deutschen Auswanderern besetzt waren.